# دورة الأوزون والأكسجين

دورة الأوزون والأكسجين في طبقة الأوزون: 1. تتفكك الأكسجين ضوئيا إلى أكسجين ذري 2. تُحوَّل الأكسجين والأوزون تبادليًا وباستمرار. تعمل الأشعة فوق البنفسجية الشمسية على تفكيك الأكسجين؛ يجتمع الأكسجين الجزيئي والذري لتكوين الأوزون. 3. يُفقَد الأوزون عن طريق التفاعل مع الأكسجين الذري (بالإضافة إلى الذرات النَّزْرة الأخرى).

دورة الأوزون والأكسجين هي العملية التي تُجدَّد من خلالها الأوزون باستمرار في الطبقة الزمهريرية للأرض، وتحويل الأشعة فوق البنفسجية إلى حرارة. حلّ سيدني تشابمان هذه العملية كيميائيًا في عام 1930. ويطلق علماء الغلاف الجوي على هذه العملية عادة اسم دورة تشابمان.
يحدث معظم إنتاج الأوزون في الطبقة الزمهريرية العليا الاستوائية والطبقة الجوية الوسطى. تبلغ الكتلة الإجمالية للأوزون المنتج يوميًا في جميع أنحاء العالم نحو 400 مليون طن متري. الكتلة العالمية للأوزون ثابتة نسبيًا عند قرابة 3 مليارات طن متري، مما يعني أن الشمس تنتج نحو 12% من طبقة الأوزون كل يوم.